# Magnien
Magnien is een gemeente in het Franse departement Côte-d'Or (regio Bourgogne-Franche-Comté) en telt 301 inwoners (1999). De plaats maakt deel uit van het arrondissement Beaune.

## Geografie
De oppervlakte van Magnien bedraagt 24,1 km², de bevolkingsdichtheid is 12,5 inwoners per km². De dichtstbijzijnde stad is Arnay le Duc, op ongeveer 5 km van de gemeente. Autun ligt op ongeveer 20 km van de gemeente. 

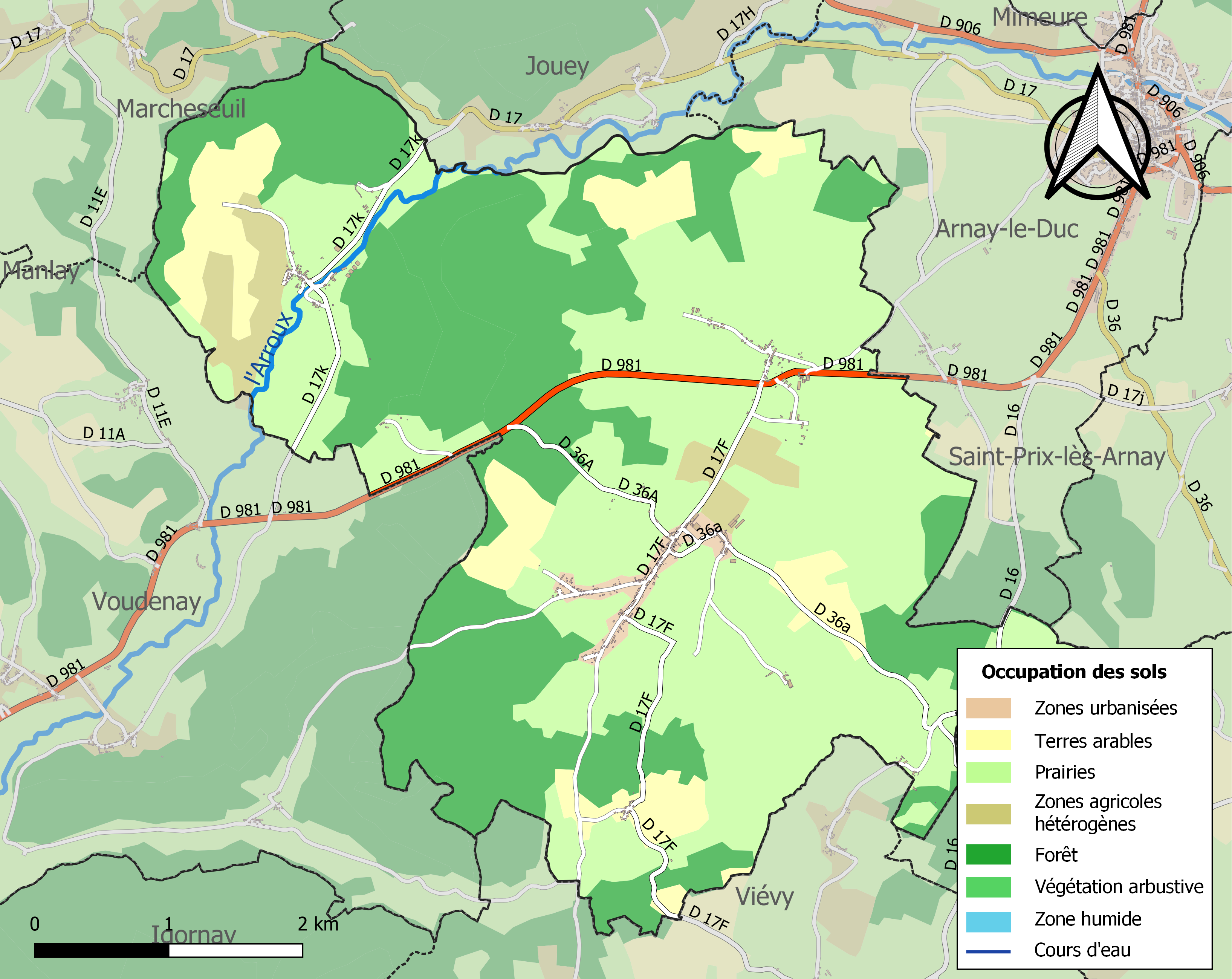
Kaart van de gemeente met de belangrijkste infrastructuur, bodemgebruik en omliggende gemeenten

## Demografie
Onderstaande figuur toont het verloop van het inwonertal (bron: INSEE-tellingen).